# Вязовка (приток Полы)
Вязовка — ручей в Новгородской области России. Протекает по территории Демянского и Парфинского районов. Длина ручья составляет 15 км.
Берёт начало из болота Вязовская Топь на территории Парфинского района. Течёт в западном направлении через Демянский район, затем снова через Парфинский. Устье ручья находится в 83 км по правому берегу реки Пола недалеко от деревни Городок.
Основной приток — Возгрянка (правый) — течёт с севера и впадает в Вязовку на высоте 50 метров. Населённых пунктов на ручье нет. Раньше на берегу находились деревни Вязовка и Ольховец, сейчас являющиеся урочищами.
Код объекта в государственном водном реестре — 01040200312202000022537.